# Auszón
Auszón (görögül: Αῦσων) a görög mitológiában Odüsszeusz fia, akit Kalüpszó nimfa vagy Kirké varázslónő szült. Auszónt az auszónok – Délnyugat-Itália legősibb törzse – ősapjának tartották.